# Kalang
Kalang ist eine Ortschaft im westafrikanischen Staat Gambia.
Nach einer Berechnung für das Jahr 2013 leben dort etwa 108 Einwohner, das Ergebnis der letzten veröffentlichten Volkszählung von 1993 betrug 69.

## Geographie
Kalang liegt in der West Coast Region, Distrikt Foni Bondali. Der Ort liegt rund 2,9 Kilometer nördlich von Kanjending, an der South Bank Road.

## Kultur und Sehenswürdigkeiten
Bei Kalang ist ein heiliger Baum als Kultstätte unter dem Namen Kalang bekannt.